# The Power of Good-Bye
„The Power of Good-Bye“ е името на песен на Мадона от албума „Ray of Light“ от 1998. Композицията е дело на Мадона съвмество с Рик Ноуълс, а продуценти са Мадона, Уилям Орбит и Патрик Ленърд. Песента излиза във формат сингъл през есента на 1998 и постига голям комерсиален успех и се радва на одобрение от страна на музикалната критика.
„The Power of Good-Bye“ е баладична песен със силна цигулкова оркестрация и влияние от електронната музика. Песента влиза в албума във версия, различаваща се от първоначалната демо версия. През лятото на 2002 демо записите, записани по време на звукозаписната сесия за „Ray of Light“ виждат бял свят. Първоначалната версия на песента е с по-силно изразен ритъм и влияние от дръм енд бейс музиката. Текстът също е претърпял промени.